# Turracher Straße
Die Turracher Straße (B 95) ist eine Landesstraße in Österreich, sie verläuft durch drei Bundesländer, über die Turracher Höhe, und ist 99,4 km lang.

## Verlauf
Die Straße beginnt bei Klagenfurt, abzweigend von der Kärntner Straße B 83, die von Klagenfurt zur Staatsgrenze bei Thörl-Maglern führt. Über Feldkirchen und den Sattel von Himmelberg (Spitzenbichl, ca. 900 m ü. A.) erreicht sie das Gurktal bei Gnesau. Flussaufwärts passiert sie Patergassen (Gemeinde Reichenau), wo die Kleinkirchheimer Straße B 88 abzweigt, und steigt über Ebene Reichenau auf zur Turracher Höhe. Die maximale Steigung beträgt dort 23 %, der Scheitelpunkt auf der Passhöhe liegt auf einer Höhe 1795 m ü. A. Auf der Turracher Höhe verlässt die Landesstraße Kärnten.
In der Steiermark verläuft die Straße entlang des Flusses Turrach, der im Oberlauf Geißeckbach genannt wird. Über Predlitz kommt sie im Murtal nach Tamsweg im Bundesland Salzburg. Bei Mauterndorf mündet die Turracher Straße in die Katschberg Straße B 99.

## Geschichte
Die Turrach-Route wurde bereits im Mittelalter als Handelsweg genutzt und später zu einer befahrbaren Straße ausgebaut.
Die Turracher Passstraße war als die steilste Passstraße Kärntens bekannt, durch die teilweise Verlegung der Fahrbahn in kritischen Abschnitten stellt sie sich heute jedoch sanfter dar, sodass auf einen Fluchtweg verzichtet wurde.
Die vom Fernverkehr wesentlich stärker genutzten Straßen sind die Tauernautobahn A 10 und die parallel dazu verlaufende Katschberg Straße B 99 von Bischofshofen nach Spittal westlich, bzw. die Friesacher Straße B 317 von Judenburg nach Klagenfurt östlich der Turracher Höhe. Die Straße spielt aber eine wichtige regionale Rolle als Anbindung und Hauptverkehrsachse des oberen Gurktals, wie auch des unteren Lungaus.
Die Feldkirchner Straße auf der Kärntner Seite, die von Klagenfurt über Feldkirchen bis zur Turracher Höhe führte, wurde 1866 als eine von 58 Kärntner Bezirksstraßen aufgezählt. Als Feldkirchner Straße zwischen Klagenfurt und Feldkirchen und Reichenauerstraße zwischen Feldkirchen und der Turracher Höhe gehört sie seit dem 1. Jänner 1872 zum Netz der Kärntner Landesstraßen.
Die 1893 errichtete Teufelsbrücke über die Schlucht des Stangenbachs befindet sich auf Kärntner Seite in der Katastralgemeinde Ebene Reichenau und wurde erstmals als steinerne Brücke neu errichtet.
Die Lungauer-Steiermärker Straße zwischen Mauterndorf und Predlitz ist eine der 20 Salzburger Straßen, die 1873 ausdrücklich als Landesstraßen bezeichnet werden. Fürst Johann Nepomuk Anton von Schwarzenberg, Besitzer der Herrschaft Murau, ließ 1783 die 15 Kilometer lange Strecke von Predlitz an der Mur bis zu seinem Hüttenwerk in Turrach ausbauen, um den Abtransport des dort produzierten Eisens zu erleichtern.
Auf der Südseite wurde 1928 ein Omnibusverkehr aufgenommen, 1929 folgte im Norden die Buslinie Predlitz–Passhöhe. Nach dem Anschluss Österreichs wurden diesen Straßen im Zuge der Vereinheitlichung des Straßensystems am 1. April 1940 in eine Landstraße I. Ordnung umgewandelt und als L.I.O. 11 bezeichnet.
Die Turracher Straße gehört seit dem 1. Jänner 1949 zum Netz der Bundesstraßen in Österreich.
Die Straße wurde im Jahr 2002 vom Bund an die Bundesländer Kärnten, Steiermark und Salzburg als Landesstraße übertragen.